# Jablonka
Jablonka (lengyelül Jabłonka [jabˈwɔŋka]) falu Lengyelországban, az egykori újszandeci (Nowy Sącz-i), a mai Kis-lengyelországi vajdaságban.

## Fekvése
Trsztenától 15 km-re északkeletre, az Árvai-medence északi felében, a Fekete-Árva partján fekszik, a Zubrica-patak és több más kisebb patak torkolatánál.

## Története
Területén Nagy Kázmér lengyel király 1368-ban vámhivatalt létesített, amely a turdossini magyar vámállomás lengyel megfelelője volt. A település 1566-ban keletkezett, amikor délről szlovák, északról pedig lengyel családok érkeztek. A Jablonsky család birtoka volt. Később vegyesen lakták katolikusok és evangélikusok. 
A 18. század végén Vályi András így ír róla: „JABLONKA Lengyel, és tót falu Árva Várm. földes Ura a’ Kir. Kamara, lakosai katolikusok, fekszik Trsztenához 1 1/2 mértföldnyire, határja sovány, vagyonnyai selejtesek.”
A Színeváltozás tiszteletére szentelt római katolikus plébániatemploma 1817-ben épült, egykor fából készült evangélikus temploma is volt.
Fényes Elek 1851-ben kiadott geográfiai szótárában így ír a faluról: „Jablonka, tót falu, Árva vmegyében: 3617 kath., 2 evang., 20 zsidó lak., kik elszórt házakban laknak. Kath. paroch. templom. Harminczadhivatal. 2 vizimalom, 1 fürészmalom. Vendégfogadó. Sessiója: 165 4/8. F. u. az árvai uradalom. Ut. p. Rosenberg.”
A trianoni diktátumig Árva vármegye Trsztenai járásához tartozott. Egyike a trianoni békeszerződés aláírása után egy hónappal, a belgiumi Spa-ban tartott diplomáciai konferencia által Lengyelországnak ítélt tizennégy felső-árvai falunak.

## Népessége
1910-ben 2713, túlnyomórészt lengyel lakosa volt.
Ma 4500 lengyel és szlovák lakosa van.

## Híres emberek
- Itt született 1821. szeptember 26-án Hantken Miksa bányamérnök, az MTA tagja